# Andrés de Santa Cruz
Jossef Andrés de Santa Cruz y Calahumana (Huarina, Imperio Español; 30 de noviembre de 1792-Beauvoir-sur-Mer, Imperio Francés; 25 de septiembre de 1865) fue un militar y político boliviano-peruano. Es considerado por muchos historiadores como el organizador de la República de Bolivia.
Fue presidente del Consejo de Gobierno del Perú (1826-1827), presidente la Junta de Gobierno del Perú (1827), presidente de Bolivia (1829-1839), protector del Estado Sud-Peruano y Nor-Peruano (1836-1839), y protector de la Confederación Perú-Boliviana (1836-1839). Fue nombrado Gran Mariscal de Zepita por el Ejército Libertador del Perú.

## Primeros años
Andrés de Santa Cruz nació el 30 de noviembre de 1792 en la actual población de Huarina, en el departamento de La Paz. Fue bautizado el 5 de diciembre en la ciudad de La Paz con el nombre de Jossef Andrés de Santa Cruz y Calahumana. Hijo de una familia de la nobleza colonial formada por el maestro de campo José de Santa Cruz y Villavicencio, noble criollo miembro de la Orden de Santiago, natural de Huamanga, hoy Ayacucho (Perú), y por Juana Basilia Calahumana, heredera de una rica familia mestiza que decía descender de los incas y que ostentaba el cacicazgo del pueblo de Huarina (Bolivia), cerca del lago Titicaca. Al momento de nacer, Andrés de Santa Cruz fue declarado en su partida de bautismo como español, término utilizado en las colonias para referirse a la raza blanca, aunque sus rasgos mestizos harían que a lo largo de su vida fuera llamado constantemente por sus enemigos políticos como el indio o el cholo Santa Cruz.
Realizó sus primeros estudios en el colegio San Francisco de su ciudad natal y en el colegio San Buenaventura del Cuzco; en este último conoció a quien sería posteriormente primero su aliado y luego encarnizado rival: Agustín Gamarra. De ese último colegio escapó en 1809 para no recibir un injusto castigo.

## Servicio en el ejército realista
A los 17 años y obedeciendo a su padre, se incorporó al Ejército Real como alférez del regimiento "Dragones de Apolobamba". Se inició así su carrera militar, en el contexto de la invasión de las tropas rioplatenses al Alto Perú (occidente de la actual Bolivia), al iniciarse la guerra de la independencia hispanoamericana. En 1811 combatió en la batalla de Huaqui, a órdenes del brigadier José Manuel de Goyeneche y tras esta acción fue ascendido a teniente. Combatió luego a órdenes del general Joaquín de la Pezuela en las batallas de Vilcapugio y Ayohúma, en 1813.
En 1815 participó en la supresión del levantamiento independentista del brigadier Mateo Pumacahua, y colaboró en el subsiguiente exterminio de las guerrillas dispersas. Luego participó en la ofensiva sobre Tucumán a órdenes del general José de la Serna. Tras la campaña de Cinti, fue ascendido a teniente coronel por el brigadier Antonio María Álvarez Tomás el 17 de febrero de 1817. Cayó prisionero junto a su comandante Mateo Ramírez ante el coronel Gregorio Aráoz de Lamadrid y el teniente coronel Francisco Pérez de Uriondo el 14 y 15 de abril de 1817 en la batalla de Tarija. Estuvo prisionero en Tucumán y luego fue trasladado a Las Bruscas, cerca de Buenos Aires.Se fugó en un barco inglés a Río de Janeiro y volvió a Perú tras largo viaje. Se reintegró al Ejército realista, y se le confió la comandancia militar de Chorrillos, desde donde debía extender su vigilancia hasta Nazca, al sur. Luego se le confió el mando de las milicias realistas de Carabayllo, las mismas que pasaron a reforzar la división destacada a la sierra central para enfrentar a las fuerzas patriotas del general Juan Antonio Álvarez de Arenales. Tras la batalla de Cerro de Pasco (6 de diciembre de 1820) fue apresado y conducido al cuartel general patriota que el general José de San Martín había establecido en Huaura. Allí decidió pasarse al bando independentista (8 de enero de 1821).

## Servicio en el ejército independentista peruano

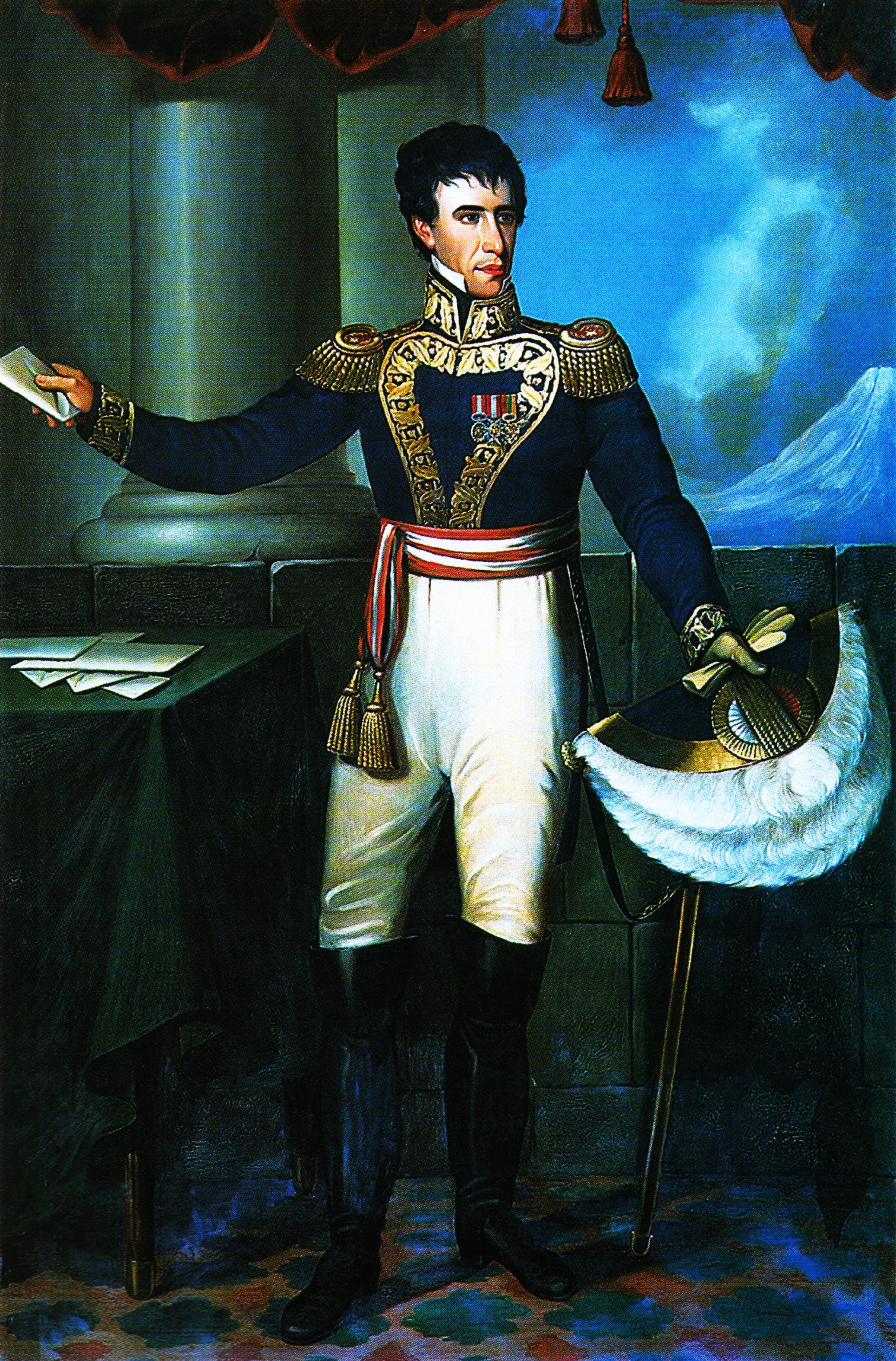
El mariscal Andrés de Santa Cruz.

En julio de 1821, con el rango de coronel pasó a ejercer la gobernación provincial de Piura donde organizó dos batallones para reforzar las posiciones patriotas en las proximidades de Cuenca (actual Ecuador).

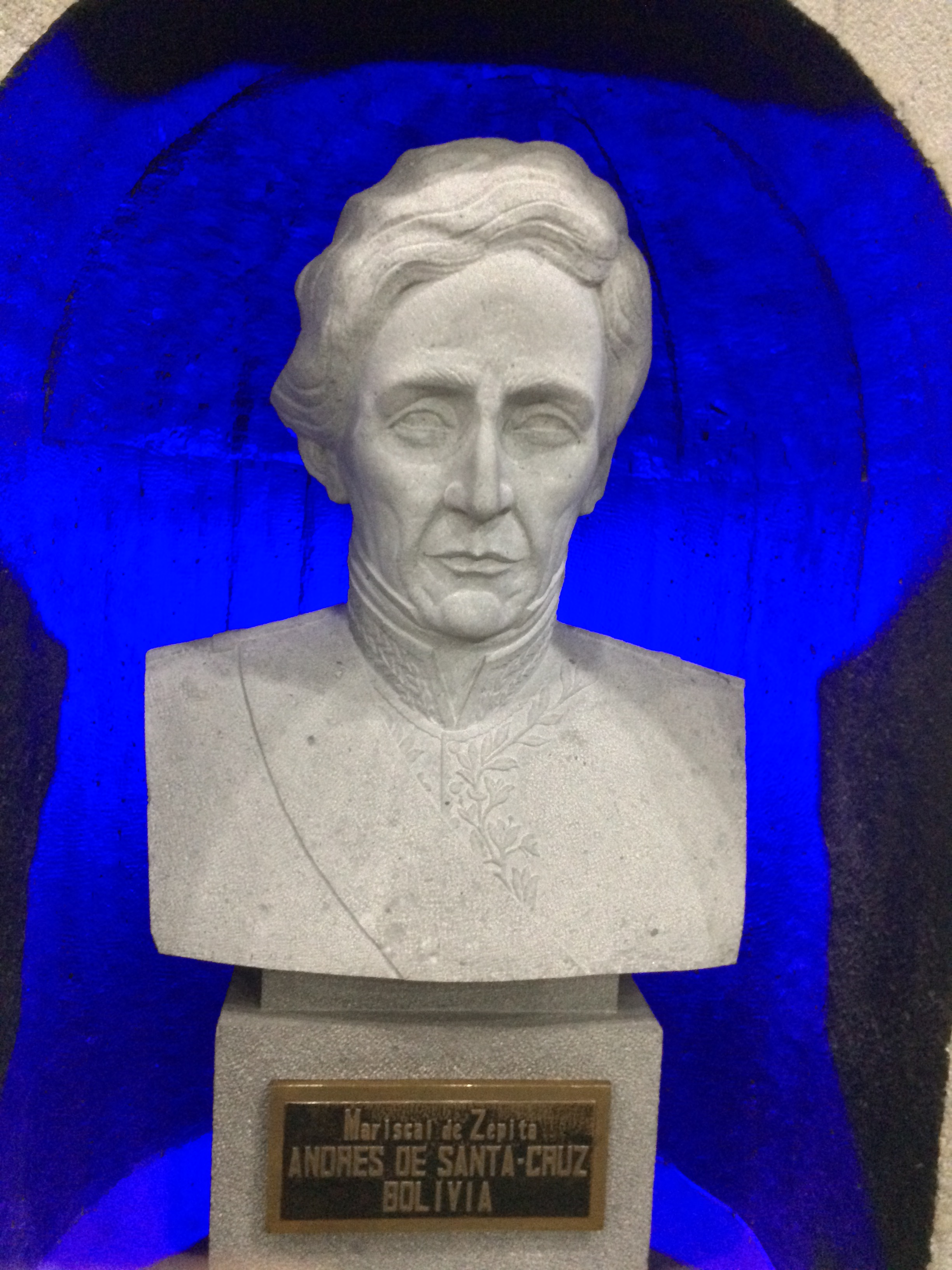
Busto en el Templo de la Patria, Quito.

La corriente libertadora del norte, encabezada por Bolívar y que ya había independizado Venezuela y Nueva Granada, avanzaba por entonces hacia la provincia de Quito; y, desde allí, Sucre, el lugarteniente de Bolívar, atacaría a los españoles que le cerraban el paso en la sierra quiteña. Por su parte el Gobierno del puerto Guayaquil, ya independizado y constituida como la Provincia Libre de Guayaquil (Estado independiente), estaba presidida por Joaquín Olmedo que, contaba con el compromiso de apoyo de San Martín, quien encargó una división auxiliadora para Quito al general Juan Antonio Álvarez de Arenales, pero este estando enfermo no aceptó y se convino en pasarle el mando al entonces coronel Santa Cruz. Confluían así las dos corrientes libertadoras, la del norte (iniciada en Venezuela) y la del sur (iniciada en Río de la Plata). Mientras Sucre, con su ejército representaba a la Gran Colombia, Santa Cruz, con sus 1500 soldados peruanos, encarnaba el aporte del Perú a la lucha por la emancipación de Quito y de América en general. Se libró la batalla de Pichincha (24 de mayo de 1822) que fue un gran victoria para los patriotas, quienes tomaron enseguida Quito. A consecuencia de esta victoria, Santa Cruz fue ascendido a general de brigada. El Congreso peruano le dio una medalla al mérito (22 de octubre de 1822).
Luego de la campaña quiteña, Santa Cruz continuó participando en la guerra independentista en suelo peruano. Tras el fracaso de la Primera Campaña de Intermedios encabezó el 26 de febrero de 1823 un pronunciamiento que impuso al Congreso la destitución de la Suprema Junta Gubernativa del Perú y la designación del coronel José de la Riva Agüero como presidente de la República. Fue el primer golpe de Estado de la historia republicana peruana.
Ya prestigiado como militar competente, se le encomendó el comando de la Segunda Campaña de Intermedios, destinada a enfrentar a los realistas que aún resistían en el sur peruano. Antes de partir prometió ante el Congreso vencer o morir, pero no haría ni lo uno ni lo otro. Trabó las batallas de Zepita, Sicasica y Ayo, con resultados dispares, y finalmente condujo la desastrosa retirada de su ejército desde el Desaguadero hasta la costa, en busca de puerto donde embarcarse (septiembre de 1823).
Santa Cruz se retiró a Piura, y no obstante su anterior fracaso, Bolívar le convocó a integrar el Ejército Libertador, en miras a la campaña final de la independencia que se libraría en la sierra central y sur peruana. Fue nombrado jefe del Estado Mayor de la División Peruana y como tal participó en la batalla de Junín (6 de agosto de 1824), cuyo parte redactó; luego fue nombrado prefecto de Huamanga, donde permaneció en lo que restaba de la campaña, tomando Gamarra la jefatura del Estado Mayor en su lugar. Su tarea consistió en mantener operativas las comunicaciones del ejército, vigilando su retaguardia, reclutando nuevas fuerzas y conteniendo alguna que otra partida dispersa de realistas. Por ese motivo no concurrió a la batalla de Ayacucho. En abril de 1825 fue elevado al rango máximo de Gran Mariscal (mariscal de campo) y nombrado prefecto de Chuquisaca el 11 de julio. En el Alto Perú fue creada la nueva República de Bolívar (actual Bolivia), teniendo como encargado del mando supremo Ejecutivo al Libertador Simón Bolívar.

## Presidente del Consejo de Gobierno del Perú (1827-1827)

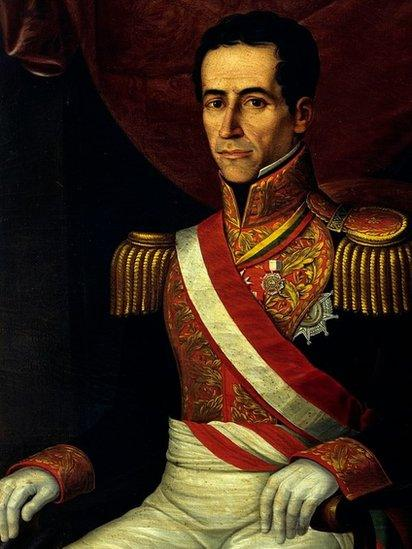
Andrés de Santa Cruz, como presidente del Perú

Durante el Gobierno de Simón Bolívar en el Perú, Santa Cruz fue nombrado Presidente del Consejo de Gobierno, por lo que viajó a Lima y asumió el cargo el 29 de junio de 1826. En tal calidad ejerció interinamente el poder supremo cuando Bolívar abandonó el Perú, el día 3 de septiembre del mismo año. Le tocó presidir la juramentación de la Constitución Vitalicia el día 9 de diciembre, constitución redactada e impuesta por el Libertador, que también fue jurada en Bolivia.
Al ocurrir el motín de las tropas auxiliares de Colombia acantonadas en Lima, y la subsiguiente reacción antibolivariana del pueblo de Lima (27 de enero de 1827), Santa Cruz se hallaba retirado en el pueblo veraniego de Chorrillos. Una asamblea popular acordó llamarlo solicitándolo su permanencia en el gobierno, con el encargo de convocar a un Congreso Constituyente y reunirlo en un plazo de tres meses para que eligiera al Presidente Constitucional y diera una nueva Constitución. Santa Cruz aceptó y pasó a presidir una Junta de Gobierno, que estaba integrada por Manuel Lorenzo de Vidaurre, José de Morales y Ugalde, José María Galdeano y el general Juan Salazar.
En cumplimiento de la misión encomendada, Santa Cruz convocó el segundo Congreso Constituyente del Perú, que después de las elecciones, se instaló el 4 de junio del mismo año bajo la presidencia del sacerdote Francisco Javier de Luna Pizarro, de tendencia liberal. Ante dicha asamblea Santa Cruz presentó su renuncia a su cargo de Presidente del Consejo de Gobierno, pero no fue aceptada, por lo que permaneció unos días más en el poder.
La tarea siguiente del Congreso era elegir al Presidente de la República. Santa Cruz se presentó como candidato a Presidente de la República y fue apoyado por los conservadores, pero los diputados liberales del Congreso optaron por elegir al mariscal José de La Mar (9 de junio de 1827).
Santa Cruz quedó muy descontento con esa elección, al igual que otros militares ambiciosos como Agustín Gamarra y Antonio Gutiérrez de la Fuente, por lo que todos ellos formaron un triunvirato que se puso a trabajar en pro de la caída de La Mar, lo que a la postre lograrían. Pero mientras tanto, el gobierno lo mantuvo alejado, destacándolo en febrero de 1828 como ministro plenipotenciario del Perú en Santiago de Chile. Allí se hallaba cuando en mayo de 1828 se produjo la invasión peruana de Bolivia al mando del general Gamarra, cuyo objetivo era poner fin a la influencia bolivariana en dicho país. El 6 de julio de 1828 se firmó el Tratado de Piquiza, por el cual el presidente Antonio José de Sucre renunció al poder que ejercía en Bolivia y se acordó el retiro de las tropas colombianas. Al igual que Gamarra, Santa Cruz consideraba que había sido un error de Bolívar separar el Alto y el Bajo Perú, por lo que se propusieron reunirlos nuevamente, aunque cada quien tenía un plan distinto para llevarlo a cabo.

## Presidente de Bolivia (1829-1839)

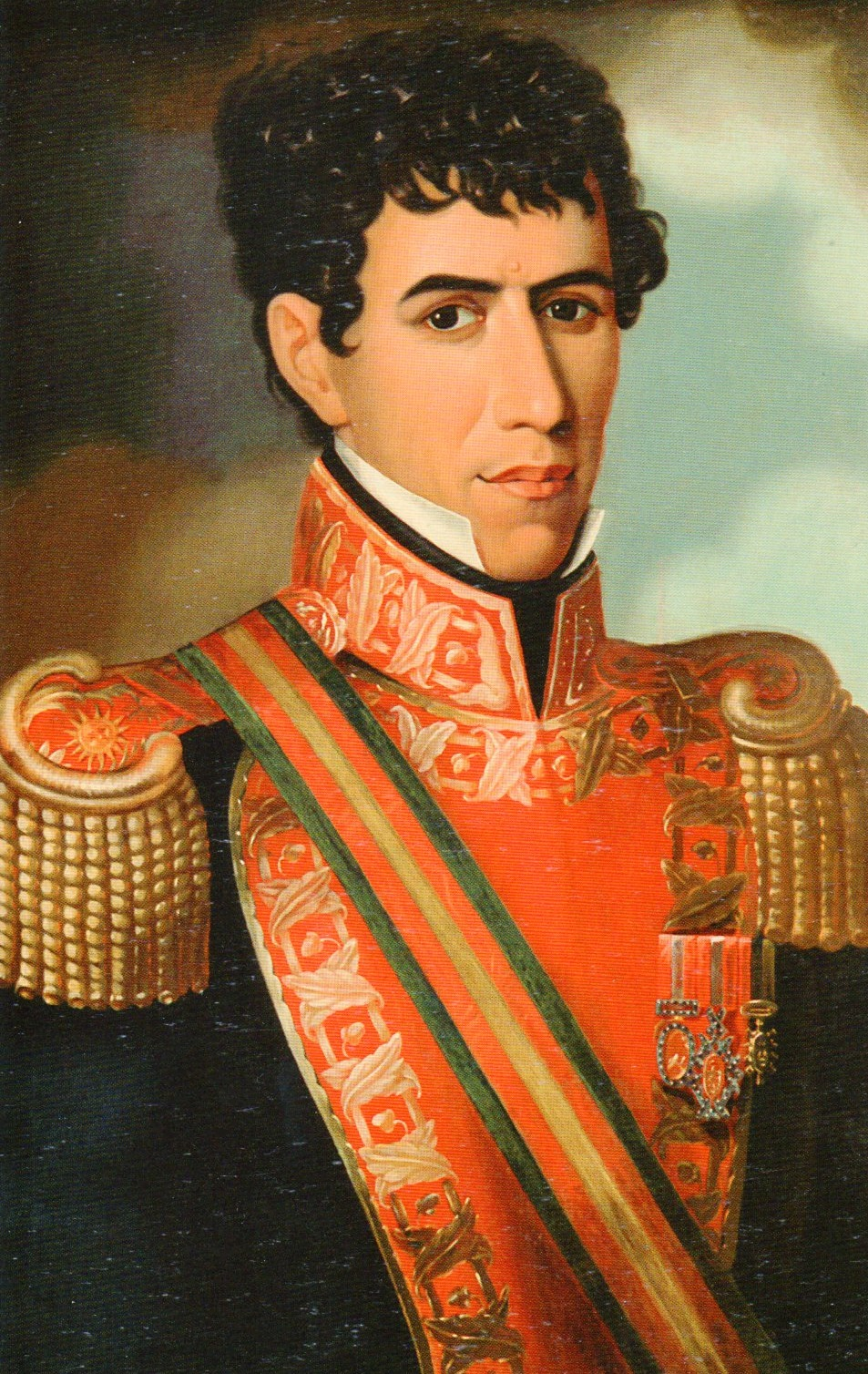
Andrés de Santa Cruz, como presidente de Bolivia

Tras el fin de la influencia colombiana en Bolivia, este país se vio amenazado en caer en la anarquía. Fue entonces cuando el Congreso boliviano tomó una decisión trascendental: el 31 de enero de 1829 eligió a Santa Cruz como Presidente de Bolivia. Santa Cruz, que se hallaba en Chile, pidió permiso al Congreso peruano para asumir dicha investidura, lo que le fue concedido. En camino hacia Bolivia pasó por Arequipa, donde contrajo matrimonio con la dama peruana Francisca Cernadas con quien tendría numerosa descendencia. Según una carta suya que data de ese año y que envió a sus amigos de Arequipa antes de partir a Bolivia, tenía ya claro el sueño que se proponía cristalizar: convertir a Bolivia en la Macedonia de América del Sur, es decir, en la unificadora del mundo andino, como Macedonia lo fue del mundo griego.
Santa Cruz juró la Presidencia provisional de Bolivia el 24 de mayo de 1829; ese mismo día promulgó una ley de amnistía y derogó la Constitución Vitalicia de 1826. Liberal de talante organizador, impulsó una serie de medidas reformistas, pacificó el país, reorganizó el ejército, reestructuró las maltrechas finanzas e hizo mejoras en el campo económico y educativo.
En 1831 renunció al mando provisorio ante la Asamblea boliviana (presidida por Casimiro Olañeta), pero se le volvió a otorgar el poder, con el grado de mariscal y capitán general del ejército boliviano (ya era Gran Mariscal del ejército peruano y General del ejército de Colombia). Se le concedió además el título de Gran Ciudadano Restaurador de la Patria.
En la práctica, Santa Cruz gobernó como dictador. Bajo su influjo, la Asamblea boliviana dio la Constitución liberal de 1831, la cual, entre otras medidas, estableció que el presidente sería elegido por cuatro años, con posibilidad a la reelección. Santa Cruz fue elegido presidente Constitucional, pero pidió facultades extraordinarias, que le fueron concedidas tras agitados debates parlamentarios.

### Obra administrativa
- Estableció las escuelas lancasterianas.
- Creó la Universidad Mayor de San Andrés, de La Paz y la Universidad Mayor de San Simón, de Cochabamba.
- Creó el colegio de medicina de La Paz, el colegio nacional de ciencias y el Colegio Militar de Bolivia.
- Hizo planes para que jóvenes instruidos fueran a Europa.
- Fijó las atribuciones de los prefectos, gobernadores, corregidores y alcaldes de campo.
- Ordenó la hacienda pública, lo que dio como resultado ahorros considerables.
- Adaptó el Código Civil de Napoleón y el proyecto del Código Penal del diputado español Calatrava, y la formación del Código de Enjuiciamientos y de los códigos Mercantil y Minero, por comisiones especiales a cuyas sesiones a veces concurrió.
- Confeccionó el primer censo de la república y la preparación del primer mapa general de ella.
- Firmó un tratado de comercio en Francia cuyo primer representante llegó entonces a Bolivia.
- Estableció un Banco de descuento y circulación.
- Impuso la publicidad en la inversión de los caudales públicos por medio de la Contaduría General.
- Construyó puentes y caminos. Para enterarse de las necesidades regionales y locales, Santa Cruz viajó por todo el país, llegando a Cobija en el océano Pacífico, puerto que declaró franco para estimular su comercio y llegando también a Tarija en la frontera argentina.
- Reorganizó y profesionalizó el ejército boliviano, como medio de defensa ante el peligro que representaba las pretensiones del presidente Gamarra del Perú, pero al mismo tiempo planificando una eventual invasión al Perú. En esta labor colaboraron varios militares extranjeros, entre ellos el alemán Braun y el irlandés O’Connor. También fue organizada la guardia nacional.
- Una medida suya muy censurable fue la emisión de moneda feble o de baja ley (1830).

## Confederación Perú-Boliviana (1836-1839)

### Prolegómenos

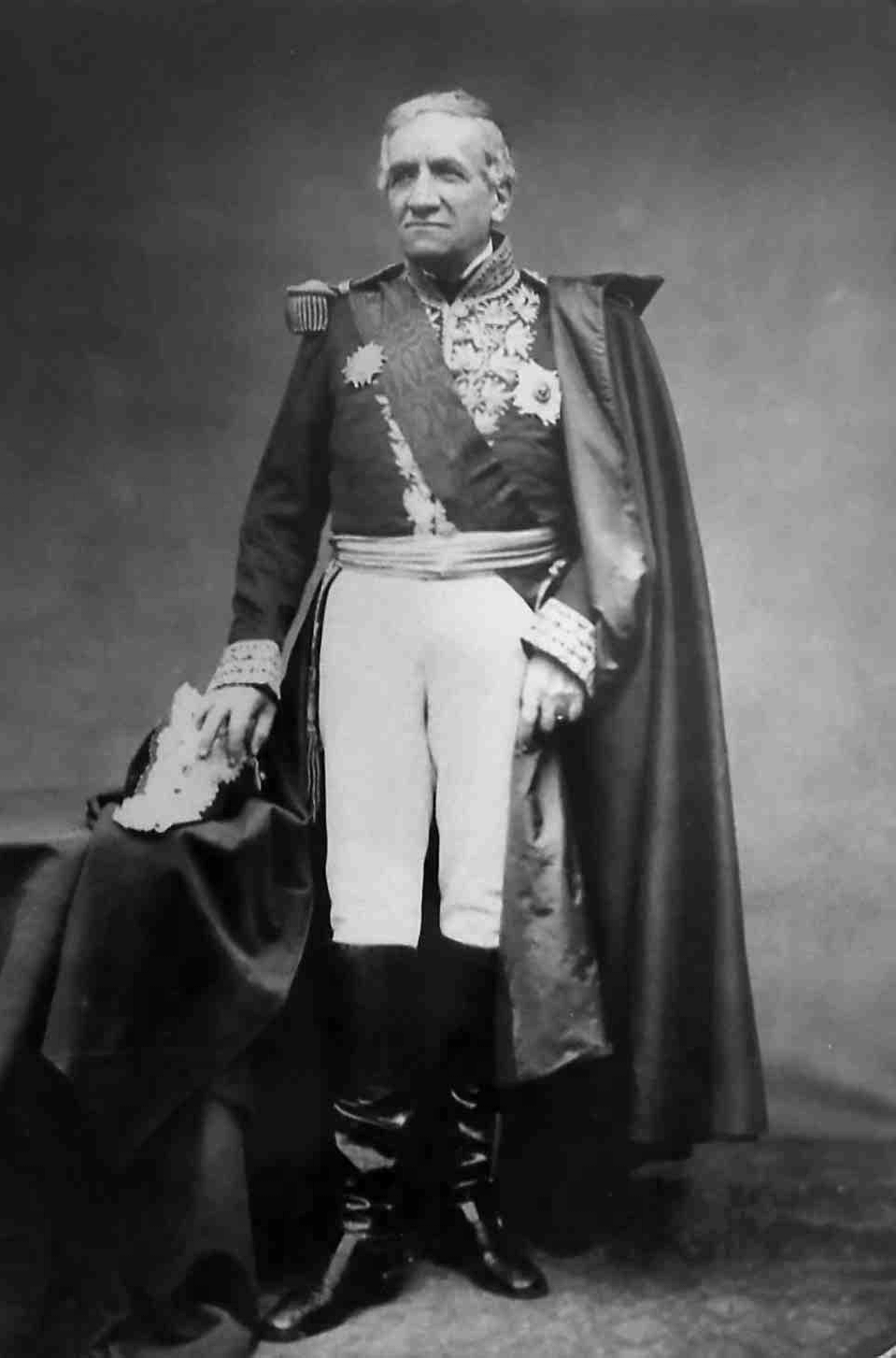
Fotografía de Andrés de Santa Cruz a sus 60 años de edad durante la década de 1850 en su exilio en Francia

Por entonces, el Perú vivía un estado de anarquía. El presidente provisorio del Perú, general Luis José de Orbegoso, se hallaba abrumado por las revueltas internas, la última de las cuales la encabezó el general Felipe Santiago Salaverry, quien se autoproclamó Jefe Supremo del Perú en febrero de 1835, y fue paulatinamente extendiendo su autoridad en el resto del país. Orbegoso se replegó hacia el sur e instaló su precario gobierno en Arequipa.
Por entonces, el mariscal Agustín Gamarra, que era el mayor opositor del régimen de Orbegoso, se hallaba desterrado en Bolivia. Vista la crítica situación del Perú, Santa Cruz y Gamarra se entrevistaron en Chuquisaca, donde planearon llevar a cabo un proyecto de Confederación. Esta estaría formada por tres estados: Norte (norte peruano), Centro (sur peruano) y Sur (Bolivia) y llevaría el nombre de República Peruana, con el pabellón bicolor peruano. Gamarra se comprometió a ingresar al Perú por Puno y ocupar el Cuzco, donde autorizaría la declaración de la independencia del Estado del Centro; por su parte Santa Cruz se comprometió a obtener el apoyo de Arequipa y la eliminación de Orbegoso.
Sin esperar la ratificación de su pacto con Santa Cruz, Gamarra cruzó la frontera peruano-boliviana (mayo de 1835) y ocupó Puno y el Cuzco, donde logró la adhesión de importantes guarniciones.
Alarmado por la presencia de Gamarra en suelo peruano, Orbegoso solicitó el auxilio de Bolivia, haciendo uso de una autorización del Congreso dada durante la guerra civil de 1834, que le permitía solicitar ayuda extranjera en caso de que la República atravesara serio peligro. Santa Cruz se mostró interesado en esta propuesta, que le pareció muy ventajosa, y decidió entonces dejar de lado sus tratativas con Gamarra. Hay que destacar que Orbegoso desconocía los acuerdos entre Santa Cruz y Gamarra.
El pacto entre Santa Cruz y Orbegoso se firmó el 15 de junio de 1835 y por el mismo Santa Cruz se comprometió enviar a su ejército al Perú para restablecer el orden, luego de lo cual garantizaría la formación de una Asamblea representativa del norte peruano y otra del sur, que debían decidir la nueva forma de gobierno del Perú. Acto seguido y en cumplimiento del pacto, Santa Cruz invadió el Perú con un ejército de 5000 bolivianos, que se habían preparado durante años para tal fin.
Gamarra, enfurecido con Santa Cruz por haber roto el pacto que habían hecho en Chuquisaca, decidió aliarse con Salaverry para enfrentar a los bolivianos. Esta alianza se formalizó el 27 de julio de 1835, en el Cuzco.

### Guerra por el establecimiento de la Confederación
Esta guerra tuvo dos fases:

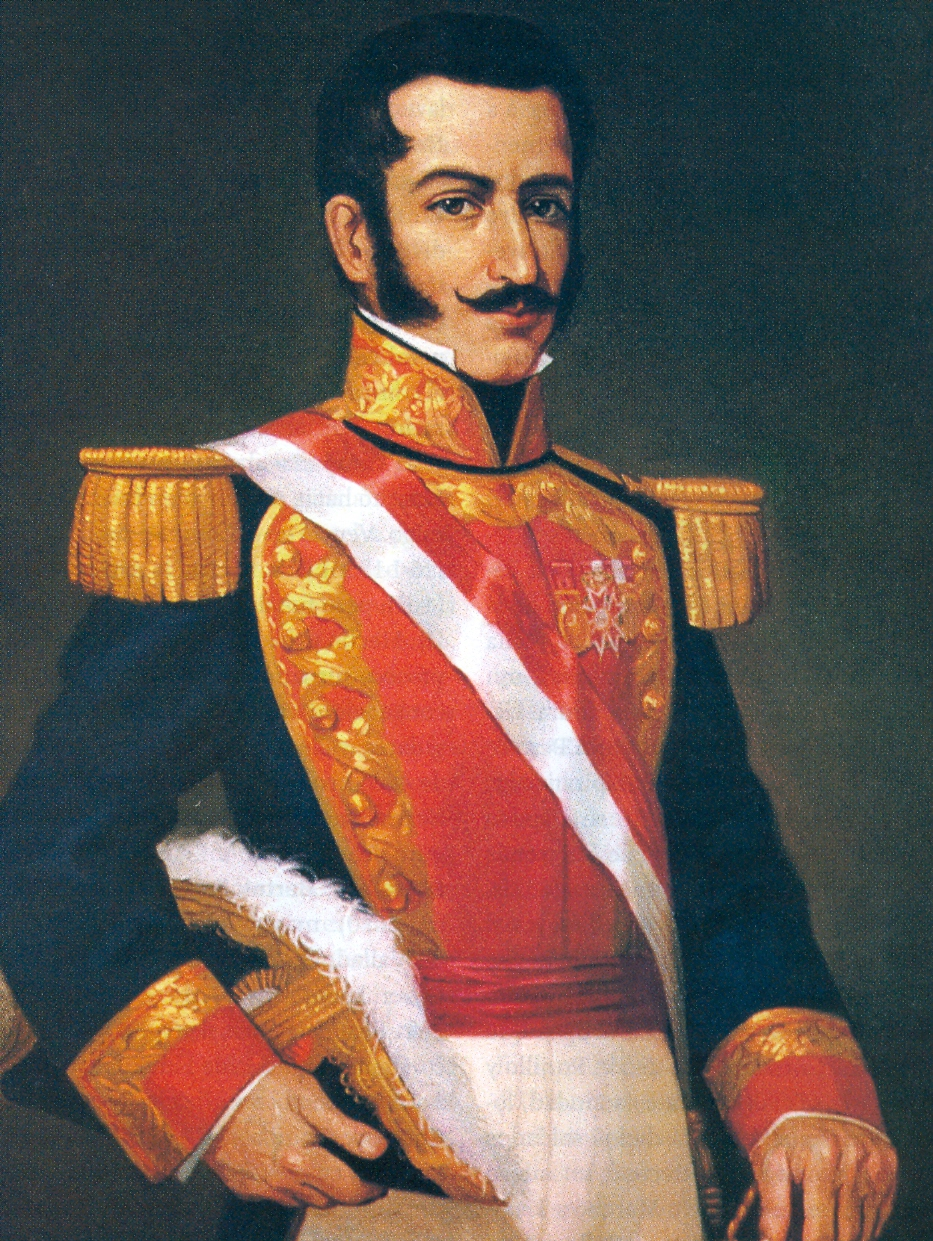
General Felipe Santiago Salaverry.

- La guerra entre Gamarra y Santa Cruz.
- La guerra entre Salaverry y Santa Cruz.

El primero que salió a enfrentar a Santa Cruz fue Gamarra, quien reunió un ejército en el Cuzco, en su mayoría integrado por indios armados de palos. Con semejante fuerza enfrentó al bien preparado ejército boliviano, siendo derrotado en la batalla de Yanacocha, el 13 de agosto de 1835. Gamarra logró escapar y pasó a Lima, siendo luego desterrado a Costa Rica por las mismas autoridades salaverristas, recelosas de su presencia.
Simultáneamente, Salaverry se puso en marcha hacia el sur del Perú, declarando la guerra a muerte a los bolivianos. Se apoderó de Arequipa, pero no pudo revertir el hecho que la mayor parte del sur peruano simpatizara con la federación con Bolivia y diera su apoyo a Santa Cruz, por lo que sus fuerzas se vieron mermadas.
Tras un triunfo inicial en la batalla de Uchumayo, Salaverry fue derrotado totalmente por Santa Cruz en la batalla de Socabaya, el 7 de febrero de 1836, y fusilado el día 18 en Arequipa.

### La Confederación
La asamblea de los departamentos del sur del Perú (Cuzco, Arequipa, Ayacucho y Puno), reunida en Sicuani, creó el Estado Sur Peruano y designó como su Supremo Protector a Santa Cruz (marzo de 1836). Unos meses después se reunió la asamblea de los departamentos del norte (Amazonas, Lima, La Libertad y Junín) en Huaura (agosto de 1836), que acordó la creación del Estado Nor Peruano, otorgando igualmente el poder político a Santa Cruz como Supremo Protector. De otro lado, en Bolivia se reunió en junio un Congreso Extraordinario (Congreso de Tapacarí) que dio autorización a Santa Cruz para llevar adelante el proyecto de la Confederación.
El 16 de agosto de 1836 Santa Cruz tomó posesión del mando supremo en Lima, en su calidad de Supremo Protector del Estado Nor Peruano, como ya lo era del Sud Peruano; conservaba asimismo la presidencia de Bolivia. Por decretó dado el 28 de octubre del mismo año estableció la Confederación Perú-Boliviana, integrada por los tres estados o repúblicas:
- El Estado Nor Peruano con capital en Lima.
- El Estado Sur Peruano, con capital en Tacna.
- El Estado Boliviano, con capital en La Paz.

Santa Cruz convocó luego a un congreso de plenipotenciarios de los tres estados, el llamado Congreso de Tacna, para que discutiera las bases de la estructura administrativa de la Confederación. Este Congreso dio la llamada «Ley fundamental de la Confederación Perú-Boliviana», más conocido como el Pacto de Tacna (1 de mayo de 1837), que ofició de carta magna o constitución política. De acuerdo con este documento, cada Estado tendría su propio gobierno, pero existiría un poder ejecutivo central (Protectorado) y un poder legislativo general (un Congreso con dos cámaras: la de senadores y la de representantes). Santa Cruz fue designado como Protector de la Confederación Perú-Boliviana, con un período de gobierno de diez años, con posibilidad de reelección continua.
Como el Pacto de Tacna no satisfizo ni a Bolivia ni a los dos Perúes, debido principalmente a que los plenipotenciarios del Congreso habían sido impuestos por Santa Cruz, este decidió convocar un nuevo Congreso, el 13 de marzo de 1838. Pero la guerra desatada por Chile y los emigrados peruanos contra la Confederación impidieron la reunión de esa nueva asamblea.

### Labor administrativa
En este aspecto su obra fue vasta:
- Reorganizó la administración de justicia.
- Dictó un Reglamento de Comercio, y su complemento, un Reglamento de Aduanas.
- Inició la estadística nacional.
- Hizo un censo en el territorio peruano, que dio una población de 1.373.736 habitantes.
- Estableció una mejor vigilancia sobre las rentas y los gastos. Desapareció el déficit del presupuesto nacional.
- Creó los ministerios del Interior, de Relaciones Exteriores y de Guerra y Marina.
- Creó la Legión de Honor, a imitación de la francesa.
- Puso en vigencia en el Perú los códigos civil, penal y de enjuiciamientos, así como el Reglamento de Tribunales, que ya regían en Bolivia. Aunque hirieron el nacionalismo de los peruanos, estas medidas significaron un progreso sustancial, pues se reemplazaba a la antigua y confusa legislación colonial con otra más moderna.
- Fomentó los cultivos de trigo y caña de azúcar, así como la exportación de lana de oveja y algodón.
- Aumentó la explotación minera de oro, plata, cobre, azogue y salitre.
- Declaró puertos libres (es decir abiertos al tráfico internacional marítimo) a los de Arica, Cobija, Callao y Paita, todo lo cual significó un rudo golpe para el comercio marítimo del puerto chileno de Valparaíso.
- Respeto de la heterogeneidad identitaria de los pueblos indígenas de la Confederación, y creación de la Gobernación de Carhuaucran como una república autónoma indígena.
- Ocupación militar y anexión de territorios de Tarija, Salta y Jujuy los cuales puso bajo dependencia del Departamento de Tarija.
- Mejoró los servicios de Beneficencia y de Instrucción Pública.
- Mejoró la Biblioteca Nacional del Perú.

### Fin de la Confederación

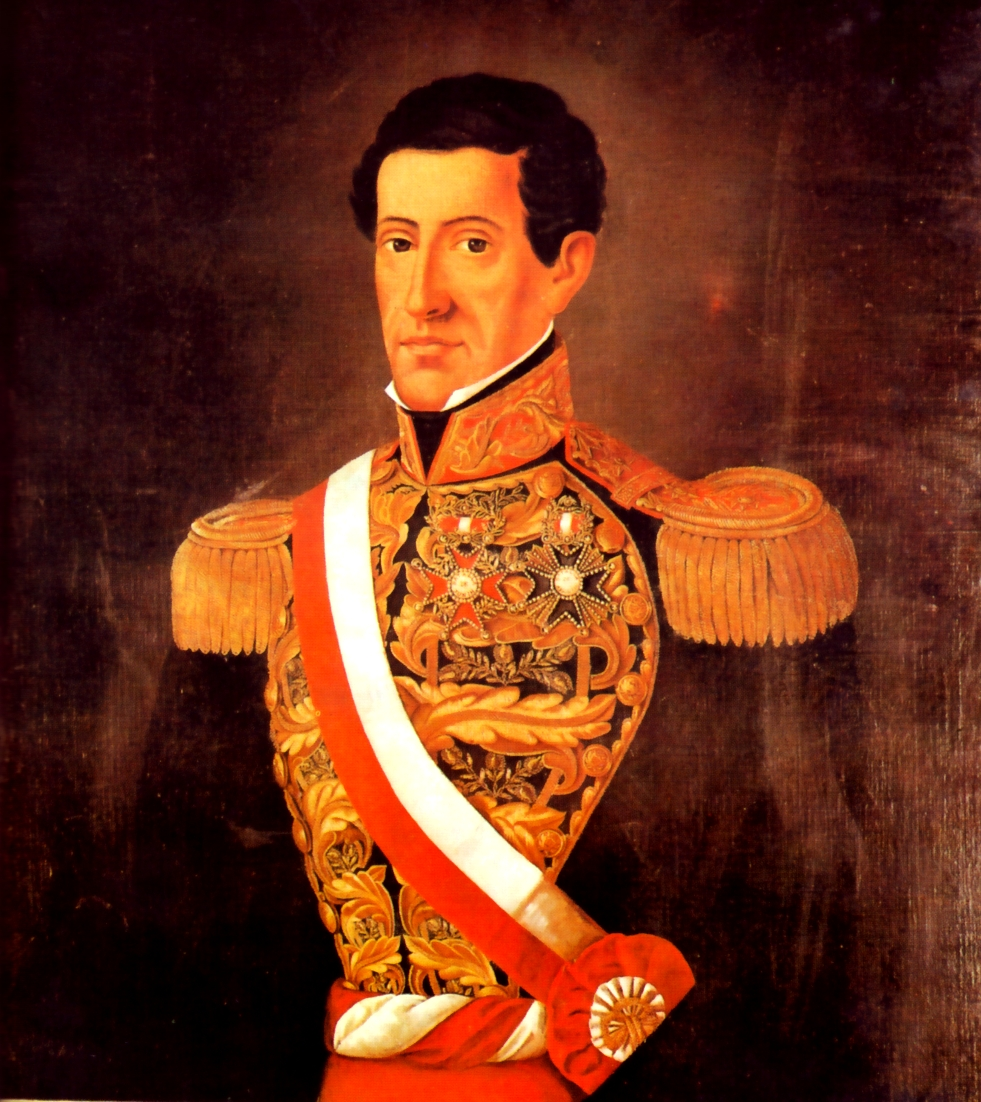
El Mariscal Agustín Gamarra, el adversario enconado de Santa Cruz.

El establecimiento de la Confederación Perú-Boliviana, así como la figura de Santa Cruz como su máxima autoridad, generó el descontento de los gobiernos de Chile y de Argentina, pero mucho más del primero que del segundo. Gobernaba entonces en Chile el más acérrimo enemigo de la Confederación: el ministro Diego Portales. Si bien José Joaquín Prieto era el presidente de Chile, Portales era quien de hecho gobernaba el país, ostentando tres de los cuatro ministerios existentes (Interior y Relaciones Exteriores; Justicia, Culto e Instrucción Pública; Guerra y Marina, es decir, todos excepto Hacienda). Portales entrevió el peligro que significaba para los intereses de Chile la consolidación de la Confederación, ya que bajo la sombra de esta no se podría alcanzar la hegemonía continental que añoraba para su país.
Aduciendo una serie de pretextos, el gobierno chileno declaró la guerra a la Confederación (26 de diciembre de 1836). Si bien la idea de entrar en guerra contra la Confederación era sumamente impopular en la opinión pública chilena, la muerte de Portales, el 3 de junio de 1837, fusilado en Valparaíso a manos de un batallón que se amotinó precisamente por ser contrario a la guerra, paradojalmente allanó el camino a la entrada definitiva de Chile a la guerra instigada por el propio Portales, causa que ahora, tras la muerte del ministro, gozaba de gran apoyo popular.
Los chilenos enviaron hacia el Perú una primera expedición, llamada “Restauradora” y que estaba al mando del almirante Manuel Blanco Encalada, y con el apoyo de los emigrados peruanos opositores de Santa Cruz, encabezados por el general Antonio Gutiérrez de la Fuente. Tras desembarcar en Islay y ocupar Arequipa, los restauradores no recibieron el apoyo de la población y fueron cercados por las fuerzas confederadas al mando del mismo Santa Cruz. Ambas partes celebraron un tratado de paz, denominado Tratado de Paucarpata (17 de noviembre de 1837), por la cual Santa Cruz dejó volver a su patria a los chilenos, a condición de que reconocieran la Confederación. Mientras que en el otro frente, los bolivianos contuvieron la ofensiva argentina, el ejército boliviano, bajo el mando del general Otto Philipp Braun derrota a la Confederación Argentina en la Batalla de Montenegro, logrando su retirada en la zona de Tarija e incluso pasaron la frontera y amagaron la ciudad de Jujuy..
El gobierno chileno desconoció el Tratado de Paucarpata y una segunda Expedición Restauradora partió de Valparaíso. Estaba al mando del general chileno Manuel Bulnes, y contaba igualmente con el apoyo de los emigrados peruanos, encabezados esta vez por Agustín Gamarra (Ejército Unido Restaurador). Esta expedición desembarcó en Ancón, a unos 37 km al norte de Lima, es decir en territorio del Estado Nor-Peruano, donde la causa de la confederación no tenía tanta popularidad como en el sur. El presidente de dicho Estado, mariscal Orbegoso, asumió una posición peruanista pura y se propuso expulsar tanto a los chilenos como a los bolivianos, pero resultó derrotado por los restauradores en el combate de Portada de Guías, en las afueras de Lima (21 de agosto de 1838). Los restauradores ingresaron a Lima y Gamarra fue proclamado como Presidente provisional del Perú; pero en noviembre del mismo año tuvieron que abandonar Lima, que volvió a poder de los confederados.
Los restauradores decidieron entonces cambiar el escenario de la lucha. Se retiraron al Callejón de Huaylas, en el norte del Perú, donde se aprovisionaron y reorganizaron. Tras un primer encuentro indeciso en Buin, los confederados, con Santa Cruz a la cabeza, fueron definitivamente derrotados en la batalla de Yungay (20 de enero de 1839).
Santa Cruz huyó apresuradamente hacia Lima, adonde llegó tras cuatro días de cabalgata. Con lágrimas en los ojos informó a unos pocos amigos la derrota que había sufrido. Pero no se dio por vencido y marchó hacia Arequipa, donde llegó el 14 de febrero de 1839, con el propósito de subir a Bolivia y comenzar una guerra de reconquista. Pero al poco de llegar a Arequipa se enteró de que los generales bolivianos Ballivián y Velasco se habían sublevado contra él en las ciudades de Tupiza.
El 20 de febrero de 1839 Arequipa se pronunció reconociendo la autoridad de Gamarra como presidente provisorio. Viendo pues, todo perdido, Santa Cruz renunció a todo su poder mediante la emisión de un decreto y se dirigió a Tiabaya y de ahí al puerto de Islay acompañado por algunos oficiales leales. Allí se refugió en la casa del vicecónsul inglés, Thomas Crompton. Al día siguiente, llegó de Arequipa un oficial con once lanceros a prender a Santa Cruz, y al momento el cónsul hizo señales a la fragata de guerra HMS Samarang, la que echó en tierra un destacamento de 50 hombres armados y se llevaron a Santa Cruz a bordo, donde se halló ahora en compañía de Miller, Cerdeña, Rivero y Riva-Aügero. Días después, la fragata partió rumbo al Ecuador. Así finalizó su gobierno como protector del estado binacional peruano y el boliviano.

## Destierro

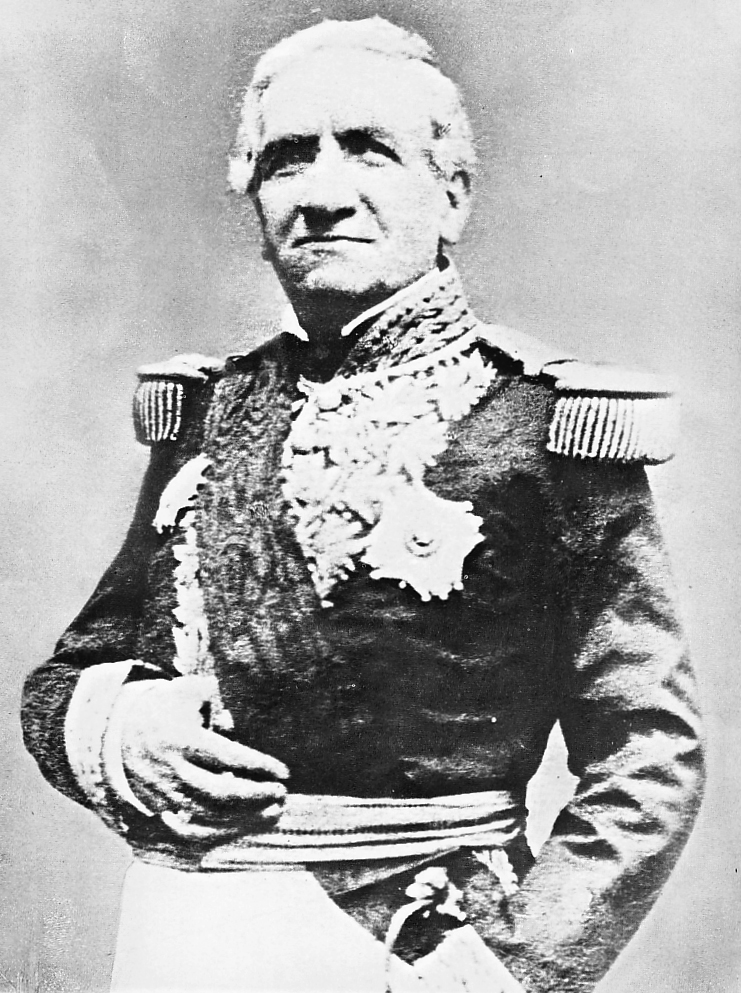
El Mariscal Andrés de Santa Cruz. Foto del Archivo Courret.

Radicó algún tiempo en Guayaquil y luego en Quito. Al saber que su nombre era invocado en sucesivos pronunciamientos, intentó volver a Bolivia. Tras desembarcar en la caleta de Camarones fue apresado el 2 de noviembre de 1843. Alarmados por su presencia, representantes de los gobiernos de Perú, Bolivia y Chile se reunieron para decidir su suerte, considerándolo un perturbador del orden público. Fue entregado al gobierno de Chile, que lo confinó en Chillán, con toda clase de comodidades, al sur del país (incluida la contratación de un cocinero francés para encargarse de su alimentación). El Presidente Manuel Bulnes designó al comandante Benjamín Viel para que acompañara, protegiera y custodiara a Santa Cruz. Allí le visitó el sabio Domeyko, quien escribió las impresiones que le produjo el viejo Protector:

Por su cara y su figura tenía el aire de un simple indio de las cordilleras bolivianas. De una talla tan pequeña como Thiers, flaco, seco, de un color cobrizo, frente estrecha y cabellos negros y gruesos. Sus ojos eran negros de ébano, brillantes; pero con una expresión de desconfianza, sus mejillas anchas y salientes, y los labios, espesos; la cara parecía siempre afeitada. No se dejaba ver en él la tristeza. No tenía aire de meditar mucho de lo que hablaba; sin embargo, no decía tonterías. Su juicio era recto, con cierta penetración y espíritu práctico, pero con poca ciencia. No cesaba de soñar con la revolución y con la conquista de su trono. Mantenía comunicaciones secretas con sus partidarios de La Paz y Potosí y más de una vez consiguió burlar la vigilancia...

Este confinamiento provocó las protestas de los gobiernos de Ecuador, Francia e Inglaterra, por lo que tras un nuevo acuerdo entre Chile, Bolivia y Perú se dispuso que abandonara suelo americano y partiera hacia Europa (17 de diciembre de 1845). Pasó a Francia, donde después de pasar algunos inconvenientes, desempeñó como ministro plenipotenciario de Bolivia de 1848 a 1855.

## Últimos años
Regresó del destierro en 1855, postulando ese mismo año desde Argentina a la presidencia de Bolivia, pero fue vencido por el general Jorge Córdova. A este, ya presidente, le incomodó que Santa Cruz decidiera afincarse en la provincia argentina de Salta cerca a la frontera con Bolivia, por lo que logró que fuera retirado de ahí. Santa Cruz se estableció entonces en la provincia de Entre Ríos.
Durante esta estancia en Argentina se vinculó con la familia del presidente Justo José de Urquiza con cuya hija casó a su hijo Simón. Algún tiempo después regresó a Francia y se estableció en Versalles, donde vivía su familia. Tras un periplo como embajador, diplomático y ministro plenipotenciario, falleció el 25 de septiembre de 1865 en Beauvoir-sur-Mer, cerca de Nantes, y fue enterrado en Versalles. Poco antes, al tener noticias del conflicto entre España y el Perú, había escrito una emocionante carta al presidente peruano Juan Antonio Pezet recordando las glorias de la independencia y ofreciéndose para lo que fuera menester.

## Repatriación de sus restos
En 1965 con motivo del centenario de su fallecimiento, los restos del Mariscal Andrés de Santa Cruz fueron repatriados de Francia y trasladados en una solemne ceremonia a la Catedral de la Paz donde reposan hasta hoy.

## Interpretación de su figura

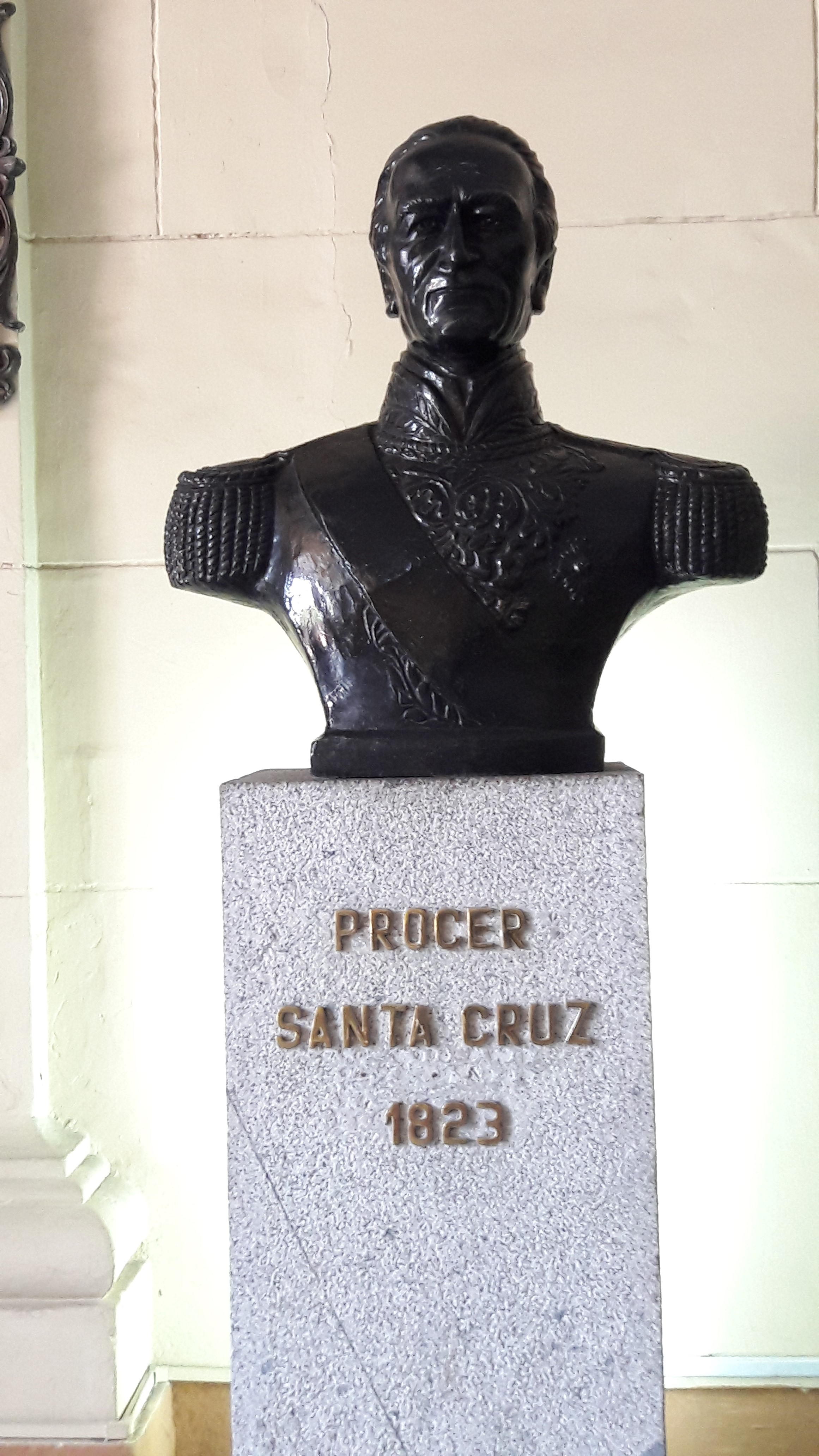
Busto de Santa Cruz en el Panteón de los Próceres en Lima

Para la historiografía boliviana y parte de la peruana Santa Cruz es un personaje sobresaliente, considerado un gran líder, vencedor de la independencia, hábil político y administrador. Para los bolivianos en particular es el caudillo que llevó a su nación a una época de máximo apogeo, que nunca más ha vuelto a tener.
La posición peruana se encuentra dividida. Para muchos peruanos Santa Cruz simbolizó el anhelo de unión entre el Alto y el Bajo Perú, y se resalta la labor administrativa que realizó y que produjo una época, si bien corta, de orden y progreso en todos los aspectos. Sin embargo, para sus opositores peruanos, Santa Cruz representó un serio peligro para la unidad y la independencia del Perú. Se sustenta en el hecho que el proyecto confederativo, impuesto con las armas y sin consultar la voluntad popular, era en el fondo frágil y todo hacía presagiar que tarde o temprano se desplomaría; el peligro mayor radicaba en que, según parece, el plan expansionista mínimo de Santa Cruz era anexar el sur peruano a Bolivia, por lo que el Perú corrió en esos años un serio riesgo de quedar reducido al territorio del Estado Nor-Peruano. Sabemos también que, cuando en 1839 pasó desterrado a Ecuador, pidió apoyo a esta república en su intento de retomar el poder en el Perú, con la promesa de hacerle cesiones de territorio, una vez realizado su plan.
En Chile diversos autores de los siglos XIX y XX, como Barros van Buren,Gonzalo Bulneso Sotomayor Valdés, lo interpretan alternativamente como un estadista talentosos, hábil y sibilino, o un "tiranuelo". En cualquier caso, uno que cultivaba el complot y las divisiones internas de los partidos chilenos, intentando que en el país surgieran a su favor motines o una guerra civil, por lo que era considerado una seria amenaza al orden interno portaliano que se había impuesto. Que recibía el apoyo de Francia e Inglaterra, sea por simpatías a una figura de tintes monárquicos y autocráticos, sea por interés comercial. Que había impuesto la Confederación sin considerar la voluntad de los peruanos y aprovechando a su favor las debilidades por las luchas internas, por lo que más bien había anexado el país a Bolivia y depuesto a las autoridades legítimas.También se le atribuía el deseo de reeditar el Imperio Inca, lo que habría representado una amenaza existencial para un país cuya mitad norte había formado alguna vez parte de él. Y, aún sin reeditarlo, se consideró que su proyecto establecería un poder hegemónico en Sudamérica occidental que hubiera sumido a Chile en una posición subalterna de debilidad para siempre, por lo que no cabía otra respuesta que la oposición decidida desde el principio, que fue la que impulsó en el país Diego Portales.

## Controversia sobre su nacionalidad

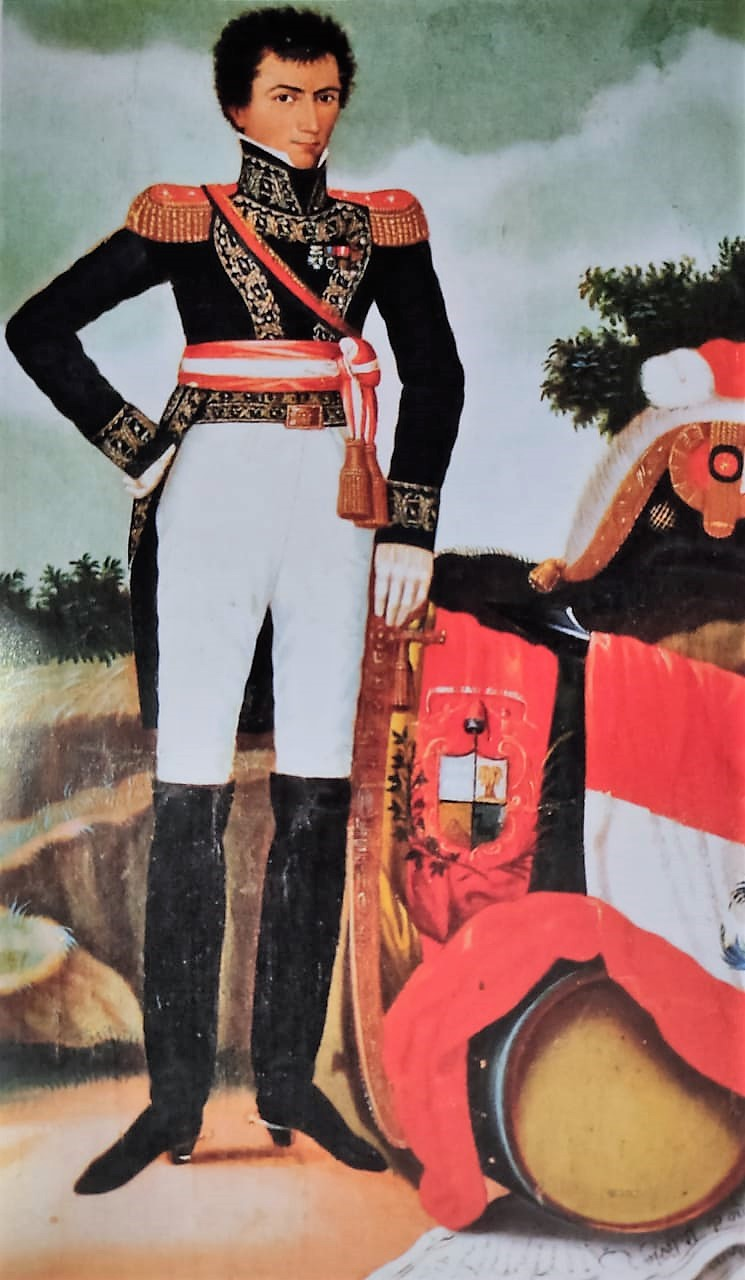
Andrés de Santa Cruz, con las banderas de Perú y Bolivia, 1829

Hasta antes de 1825, año en que se creó la República de Bolívar, los habitantes de Charcas eran llamados con la denominación colonial tradicional «altoperuanos» y en términos más generales, simplemente peruanos. Con la creación de Bolivia, el término boliviano comenzó a hacerse extensivo a quienes eran originarios de las regiones comprendidas en la nueva república aunque hubieran nacido en fechas anteriores, como era el caso de Santa Cruz, nacido en La Paz.
Cuando las tropas peruanas del general Agustín Gamarra forzaron la salida de Sucre de Bolivia y se instaló allí un gobierno transitorio presidido por José Miguel de Velasco, este, por petición popular, mandó llamar a Santa Cruz para que asumiera el poder en Bolivia. Santa Cruz, que se encontraba en Chile cumpliendo funciones diplomáticas al servicio del estado peruano, manifestó entonces que era en el Perú donde tenía «sus mejores amigos» y donde se sentía ligado «por la gratitud y por la sangre» y donde sus esfuerzos «protegidos por la fortuna han sido consagrados por el afecto», pero ante los hondos males que padecía su tierra natal y los cordiales llamados que le hacían sus habitantes iría allá, manifestando también que quería a Bolivia «siempre amiga del Perú»; algunos historiadores creen ver en esta frase la maduración del proyecto de Santa Cruz de unificar ambos estados, con fecha de 1829.
Antes de partir a Bolivia, Santa Cruz pidió permiso al Congreso peruano para asumir la presidencia de Bolivia, que le fue concedido. Ambas naciones le consideraban pues, como uno de los suyos. Pero las veleidades políticas trastocarían todo ello.
Al estallar la guerra por el establecimiento de la confederación, los enemigos de Santa Cruz en el Perú (representados por Gamarra, Salaverry y las elites costeñas) lo consideraron un extranjero usurpador. Derrotados estos en un primer momento, pasaron al Ecuador y a Chile como emigrados y no cejaron en su intención de volver y acabar con la Confederación. Finalmente lograron el auxilio de Chile, que organizó dos expediciones llamadas “restauradoras”. También se alzó el descontento en Bolivia donde se tachó a Santa Cruz de peruanófilo. Tras la derrota de Santa Cruz y la disolución de la Confederación en 1839, en el Perú se continuó considerando al defenestrado Protector como un advenedizo, sin embargo esto no impidió que su figura sea incluida posteriormente en diversas obras biográficas sobre personajes peruanos destacados, como también en Bolivia, donde tiempo después de su caída fue reivindicado en vida, ocupando algunos cargos públicos en ese país, a diferencia del Perú en donde quedó desligado totalmente del gobierno tras su derrota en Yungay.

## Matrimonio y descendencia

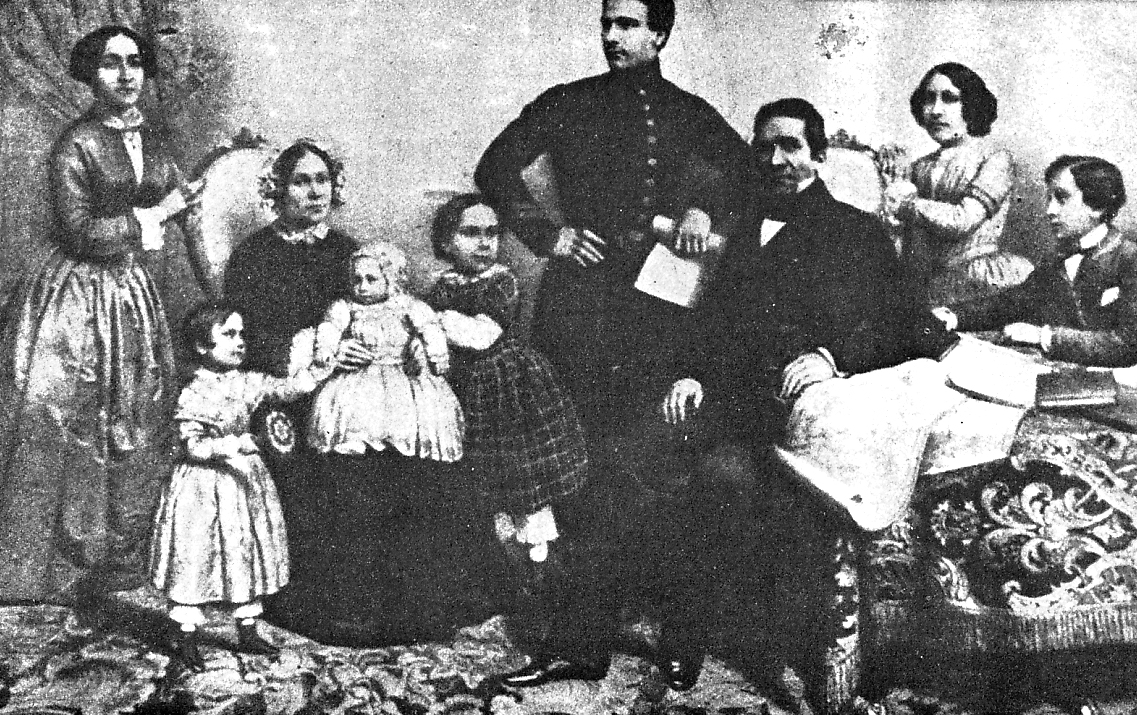
Santa Cruz, acompañado de su familia, en La Paz.

Contrajo matrimonio en enero de 1829, en Arequipa, con la dama cusqueña María Francisca de Paula Cernadas y de la Cámara, hija del gallego Pedro Antonio de Cernadas y Bermúdez de Castro, oidor de Real Audiencia del Cuzco, y la cusqueña Eulalia de la Cámara y Mollinedo, con quien tuvo a:
- Simón Andrés Rafael de Santa Cruz y Cernadas (1831-1911). Nació en La Paz y falleció en Buenos Aires.
- Pedro Octavio de Santa Cruz y Cernadas (1833). Nació en La Paz y falleció a los dos días.
- María Trinidad Eulalia Enriqueta de Santa Cruz y Cernadas (1834-1897). Nació en La Paz y falleció en (sin datos).
- Elena Basilia de Santa Cruz y Cernadas (1837-1916). Nació en La Paz y falleció en Buenos Aires.
- Andrés Octavio de Santa Cruz y Cernadas (1841-1914). Nació en Quito y falleció en Versalles.
- María Mercedes Clementina de Santa Cruz y Cernadas (1845-1892). Nació en Burdeos y falleció en Versalles.
- María Victoria de Santa Cruz y Cernadas (1846-1932). Nació en Burdeos y falleció en Versalles.
- Manuel Alejandro Óscar de Santa Cruz y Cernadas (1849-1933). Nació en París y falleció en La Paz. Tiene un hijo en La Paz con María Enriqueta Schuhkrafft Mendoza: Enrique Santa Cruz Schuhkrafft (1893-1980).
- Andrés Domingo Friso de Santa Cruz y Cernadas (1854-1887). Nació en París y falleció en Versalles.

## Linaje aimara, peruano y español

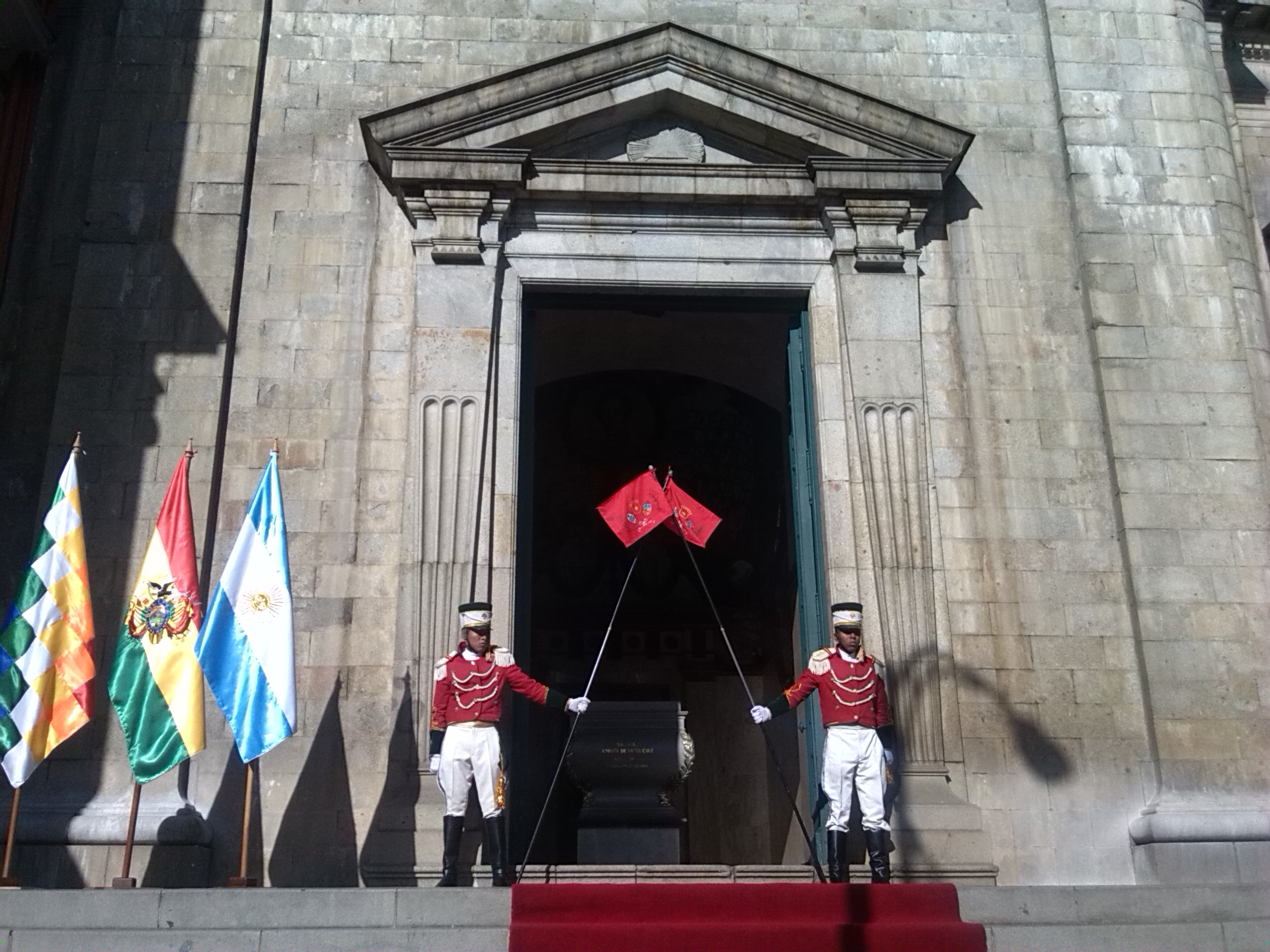
Vista de la Catedral Metropolitana ubicada en pleno centro histórico de la ciudad de La Paz que actualmente alberga la tumba donde descansan los restos mortales del Gran Mariscal de Zepita Andrés de Santa Cruz y Calahumana, los cuales fueron repatriados desde Francia hasta Bolivia (después de 100 años de su muerte ocurrida en 1865), siendo en la actualidad celosamente custodiado y vigilado todos los días por una "Guardia de Honor" desde 1965, compuesta por soldados del Ejército de Bolivia que al igual que el Gobierno de Bolivia también le rinden el respectivo reconocimiento y homenaje oficial, portando la bandera de la Confederación Perú-Boliviana.

El apellido Santa Cruz provenía de Cáceres, Extremadura, España, siendo el tatarabuelo Francisco V. de Santa Cruz y López Salcedo  el primer representante de ese linaje hispano en tierras peruanas con cargo de General de los EE.RR. del rey de España a fines del siglo XVII (1699), en Lima se casa con la limeña María de Castro, junto a ella nace en Lima su hijo peruano: Gral José Andrés de Santa Cruz y Castro (abuelo de Andrés), José Andrés se casa con la limeña Ildefonsa de Villavicencio e Ibáñez, hija de españoles asentados en Huamanga, siendo su padre Corregidor de Huamanga: Jerónimo Agustín Fernández de Villavicencio y Morla.
De la unión de José Andrés y Ildefonsa nace en 1744 el padre de Andrés, el coronel José de Santa Cruz y Villavicencio, natural de Huamanga (hoy Ayacucho), que por motivos laborales llega a La Paz - Alto Perú y contrae nupcias con la dama mestizo aimara Juana Basilia de Calahumana y Salazar, natural de Huarina (madre de Andrés).
Los abuelos maternos provenían de un linaje criollo peruano y curacazgo inca siendo padres de Juana Basilia: el Gral Matías de Calahumana y Jambaique, natural de Huarina, nacido en 1744 en Audiencia de Charcas, hijo de caciques aymaras y casado con Juana Justa de Salazar y Vargas (dama paceña criolla en Huarina).
Finalmente, este linaje continuó con la unión de Santa Cruz con la dama cusqueña María Francisca de Paula Cernadas y de la Cámara, hija del español Pedro Antonio de Cernadas y Bermúdez de Castro (Oidor de la Real Audiencia de Cuzco), natural de Galicia y la criolla cuzqueña Eulalia de la Cámara y Mollinedo, de esta unión nacen 9 hijos que dejaron varios descendientes en Bolivia, Argentina, Perú y Francia.

## Descripción física y psicológica
Físicamente era Santa Cruz fuerte y robusto. Sobre la recamada casaca, generalmente ornada de medallas y coronada por dos gruesas charreteras y por un cuello bordado, alto y duro, surgía con cierta arrogancia un rostro lampiño, poco marcial dentro de la moda de la barba que entonces se usaba. El color era cobrizo, de cholo, detalle que no dejaron de lado sus enemigos al combatirlo por escrito. Los ojos, negros y almendrados, tenían una viva mirada de ave que solía ocultarse y que nunca se entregaba al interlocutor. De las comisuras de los labios bajaban dos pequeños surcos, dando al rostro una expresión de astucia y experiencia. Aunque celoso para dar a su posición la respetabilidad y el decoro máximo, llegando al formulismo y a la suntuosidad, era personalmente sobrio y económico. Hosco y huraño, de su persona emanaba cierta frialdad. Guardaba sus afectuosidades para los suyos —su esposa y sus hijos— y, consciente, premeditadamente, escogía para sus enemigos el trato de la generosidad sorprendente o de la implacable crueldad. En suma, tal vez no inspiraba fascinación, pero merece respeto y admiración.
Jorge Basadre Grohmann

## Ley destituyendo de todos sus honores al general Santa Cruz
En Perú es destituido de todos sus honores por Agustín Gamarra, el 21 de septiembre de 1839

EL CIUDADANO AGUSTÍN GAMARRA,
                                                GRAN MARISCAL DE LOS EJÉRCITOS NACIONALES,
                                         PRESIDENTE PROVISORIO DE LA REPÚBLICA PERUANA, ETC.
                                    Por cuanto el Congreso General ha dado el decreto siguiente:
                                                  EL CONGRESO GENERAL DE LA REPÚBLICA
                         CONSIDERANDO:
                         I. Que el ex presidente de Bolivia Andrés Santa Cruz quebrantando el

                             derecho de las naciones y los tratados pre-existentes con el Perú,

                             celebró con Luis José Orbegoso el de La Paz, de 15 de junio de

                             1835, para destruir la unidad, integridad e independencia del Perú y

                             sus leyes fundamentales;

                         II. Que aún sin esperar la ratificación del traidor Orbegoso, introdujo su

                             Ejército en el territorio peruano, manifestando de este modo su

                             verdadera intención de invadirlo y conquistarlo sin embozo, lo que ha

                             confesado públicamente en carta que dirigió desde el Cuzco a su

                             cómplice el traidor, contestando a los cargos que este le hizo en otra

                             de 3 de agosto de 1838;

                        III. Que al pisar el invasor el territorio peruano declaró en Puno a 10 de

                             julio su sistema de dividirlo y de sostener con sus bayonetas el

                             tratado proditorio;

                         IV. Que después de haber asesinado a los prisioneros de Yanacocha,

                             declaró por sus decretos de 17 y 19 de agosto que tendrían igual

                             suerte todos los ciudadanos del Perú que no hostilizasen el Ejército

                             nacional, poniendo fuera de la ley al general Salaverry, a los jefes y

                             a los escritores que se opusiesen a su plan de invasión y conquista;

                          V. Que consecuente con tan horribles principios ha derramado en los

                             cadalsos levantados en las plazas de Arequipa Cuzco, la sangre de

                             los mismos prisioneros, con quienes durante la lucha había pactado

                             la regularización de la guerra; que asimismo ha condenado a

                             expatriación innumerables peruanos, y reducido a esclavitud a los

                             soldados prisioneros para que sirviesen en sus haciendas;

                        VI. Que en la época funesta de su mando destrozó la República

                            Peruana; extinguió la ilustración; degradó vilmente y de propósito la

                            dignidad del Perú y el honor de sus hijos; comprometió de intento sus

                            reposo futuro; trastornó su régimen legal y las leyes fundamentales

                            del sistema popular representativo, dando en todo el fatal ejemplo de

                            la intervención armada y de la conquista, con que amenazó a todas

                            a todas las Repúblicas Sur-Americanas;

                       VII. Que lanzado del territorio peruano por la indignación de los pueblos

                            y después que a consecuencia de su derrota en Ancash fingía 

                            ridículamente conformarse con su suerte, publicando decretos de

                            renuncia y dimisión voluntaria del mando que ejercía en el Perú y

                            Bolivia, sigue conspirando desde Guayaquil contra la libertad e

                            independencia de las mismas Repúblicas, llamando la atención

                            general por tan abominable conducta; y en fin que es de absoluta

                            necesidad tomar medidas de seguridad y represión contra el

                            enemigo de las libertades de América.

                            DECLARA:

                            Andrés Santa Cruz es enemigo capital del Perú;

                            Y en su consecuencia decreta:

                            Artículo 1. Andrés Santa-Cruz ha perdido todos los derechos, honores y

                                        empleos que obtuvo en el Perú antes de la invasión.

                            Artículo 2. Se autoriza a todos los funcionarios públicos y ciudadanos para que

                                        lo entreguen vivo o muerto si alguna vez osare pisar el territorio peruano.

                            Artículo 3. El que lo hiciere, es benemérito a la patria y acreedor a las

                                        recompensas que el gobierno tenga a bien señalar por tan importante servicio a

                                        la causa de la América.

                            Artículo 4. Quedan sujetos a las penas señaladas contra los traidores todas las

                                        autoridades o personas que a sabiendas se nieguen a aprehenderlo o

                                        contribuyan a su evasión en el caso de presentarse en cualquiera punto de la

                                        República.

                                       Comuníquese al Poder Ejecutivo para que disponga lo necesario a su

                                           cumplimiento mandándolo imprimir, publicar y circular.

Dado en la sala de sesiones del Congreso, en Huancayo, a 21 de setiembre de
1839.

Juan Francisco de Reyes, Diputado Vicepresidente.– Pío Vicente Rosel,
Diputado Secretario.– Ramón Aspur, Diputado Secretario.
El Ministro de Estado en el despacho de Gobierno y Relaciones Exteriores
queda encargado de su cumplimiento.
Por tanto, imprimase, publíquese y circúlese.
Dado en la casa del Gobierno, en Huancayo, a 21 de setiembre de 1839.
Agustín Gamarra
Por orden de S. E.– Benito Laso
Congreso de la República del Perú

En Bolivia, es destituido de todos sus honores por José Miguel de Velasco, el 2 de noviembre de 1839.

JOSE MIGUEL DE VELASCO
PRESIDENTE PROVISORIO DE LA REPUBLICA

Declara insigne traidor á la patria é indigno del nombre boliviano al Sr. Andres Santa Cruz; lo pone fuera de la ley y manda borrarlo de las listas civil y militar. Disposiciones relativas al Sr. Calvo y á su Ministerio.
Relativo el triple tratado de 11 de Noviembre de 845 y las disposiciones de 29 de Enero y 27 de Octubre del 55.

EL CONGRESO GENERAL CONSTITUYENTE DE BOLIVIA.
DECLARA.
Don Andres Santa Cruz, Presidente que fué de Bolivia, ha recurrido en los delitos de traicion y de usurpacion, de que era responsable, segun al artículo 73 de la Constitucion de 1834, por los actos siguientes:

1.º Por haber influido directamente, con medidas de coaccion y de violencia, en las elecciones populares.

2.º Por haber destruido de hecho la independencia y soberanía de Bolivia, estableciendo un régimen de Gobierno, contrario á la Constitucion de la República.

3.º Por haber arrancado del Cuerpo Lejislativo resoluciones contrarias á la Constitucion entonces vijente, destruyendo la inviolabilidad de los Diputados, con la prision de un Senador verificada en los momentos de reunirse extraordinariamente el Congreso, en la ciudad de Cochabamba.

4.º Por haber ratificado tratados públicos, sin previo consentimiento del Congreso, conforme lo exija el artículo 74 caso 20 de la Constitucion.

5.º Por haber comprometido á Bolivia en guerras contra las Repúblicas de Chile y del Rio de la Plata, sin previo consentimiento del Congreso.

6.º Por haber admitido empleos, títulos y emolumentos de otro Gobierno, sin permiso del Senado.

7.º Por haber hecho funcionar en Bolivia autoridades no conocidas en la Constitucion y haberles hecho prestar obediencia, aun con los Ministros de Estado.

8.º Por haber dictado diferentes leyes sobre todos los ramos de la administracion pública, y haberse investido de facultades extraordinarias ilimitadas, sin permiso del Congreso ni del Consejo de Estado en su caso.

9.º Por haber dilapidado fondos públicos, suprimido rentas nacionales. Y pasándolas al extrangero, so-pretesto de una aduana comun.

10. Por haber despojado de su nacionalidad al Ejército de Bolivia, refundiéndolo en la supuesta Confederacion Perú-Boliviana.

11. Por haber violado el secreto de las correspondencias particulares.

12. Por haber sofocado la libertad de imprenta.

Y EN SU CONSECUENCIA DECRETA.
Artículo 1.º.- Se declara á D. Andres Santa Cruz, Presidente que fué de Bolivia, insigne traidor á la patria, indigno del nombre boliviano, borrado de las listas civil y militar de la República y puesto fuera de la ley, desde el momento en que pise su territorio.
Artículo 2.º.- Se declara justa y legítima la destitucion, que los pueblos hicieron en Febrero último, del Ex-Vice-Presidente Mariano Enrique Calvo, y de sus Ministros Andres Maria Torrico, y Felipe Braun.
Artículo 3.º.- Estando declarada por la ley de 27 de Agosto último la responsabilidad pecuniaria de la pasada administracion, por haber disipado los fondos del Tesoro nacional y usurpado otros poderes; el ejecutivo cuidará de hacerla efectiva ante la Corte Suprema de Justicia.
Congreso de la República de Bolivia